# Militärisches Bestenabzeichen der Deutschen Demokratischen Republik
Die militärischen Bestenabzeichen der Deutschen Demokratischen Republik (DDR) waren im Fachbereich des Ministeriums für Nationale Verteidigung der DDR verliehene nichtstaatliche Auszeichnungen, die seit dem Jahr 1964 für besondere Leistungen verliehen wurden.
Sie wurden an Angehörige der Nationalen Volksarmee (NVA), der DDR-Grenztruppen sowie an Zivilisten verliehen. Das Bestenabzeichen gehörte zu den sogenannten „fünf Soldatenauszeichnungen“ der NVA, neben Leistungsabzeichen, Klassifizierungsabzeichen, Schützenschnur und Militärsportabzeichen.

## Bestenabzeichen der Nationalen Volksarmee

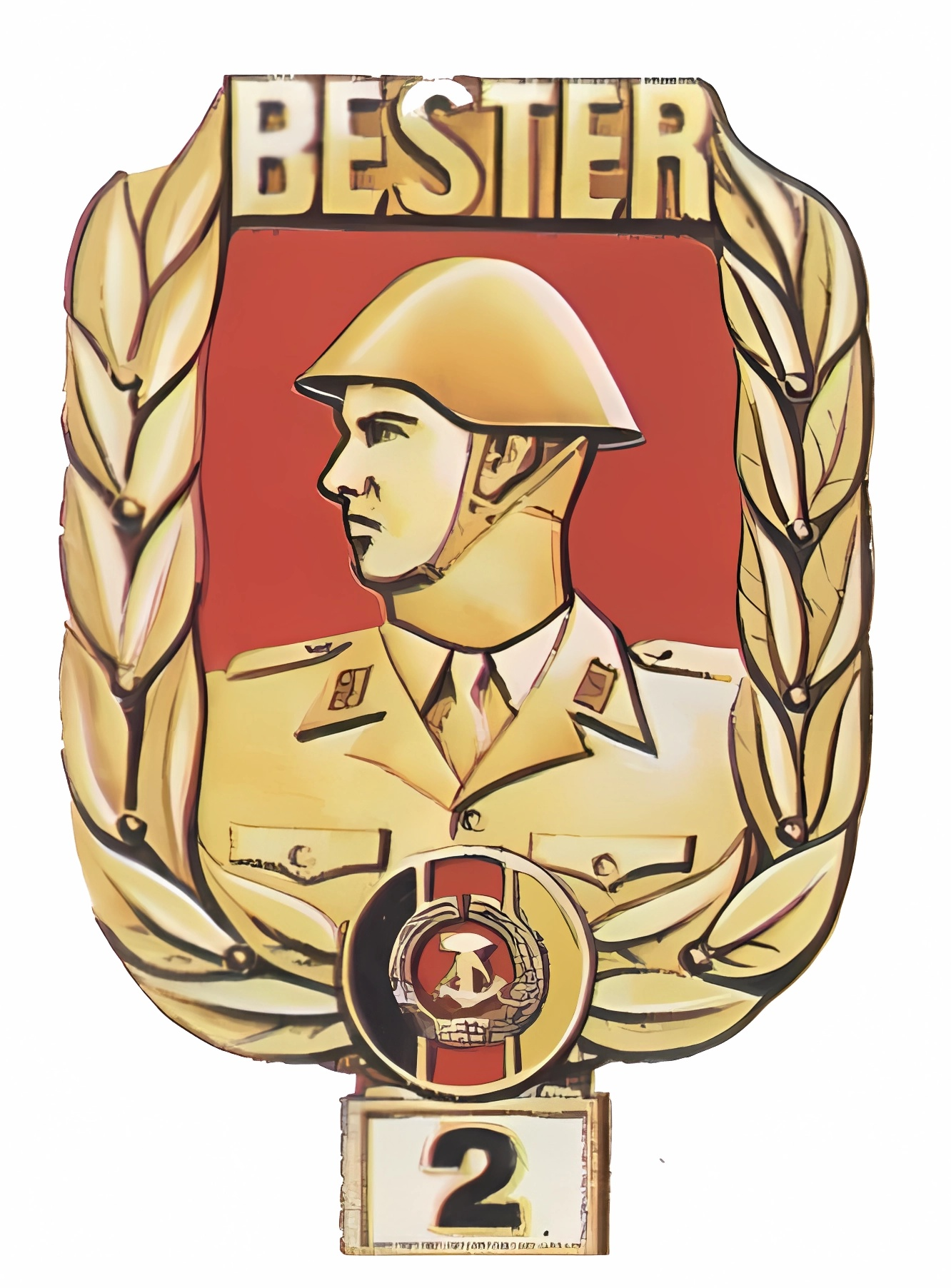
Entwurf des Bestenabzeichens von 1984

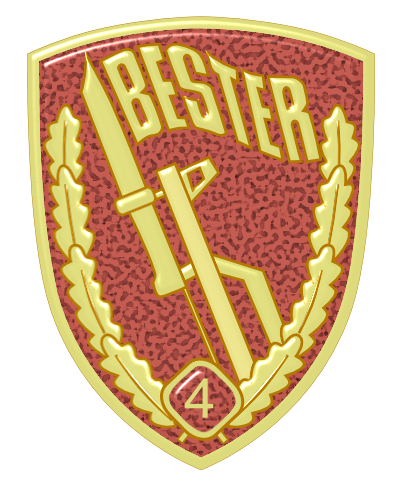
Bestenabzeichen der NVA von 1986 bis 1990, mit der Zahl „4“ für die dritte und höchstmöglichste Wiederholung.

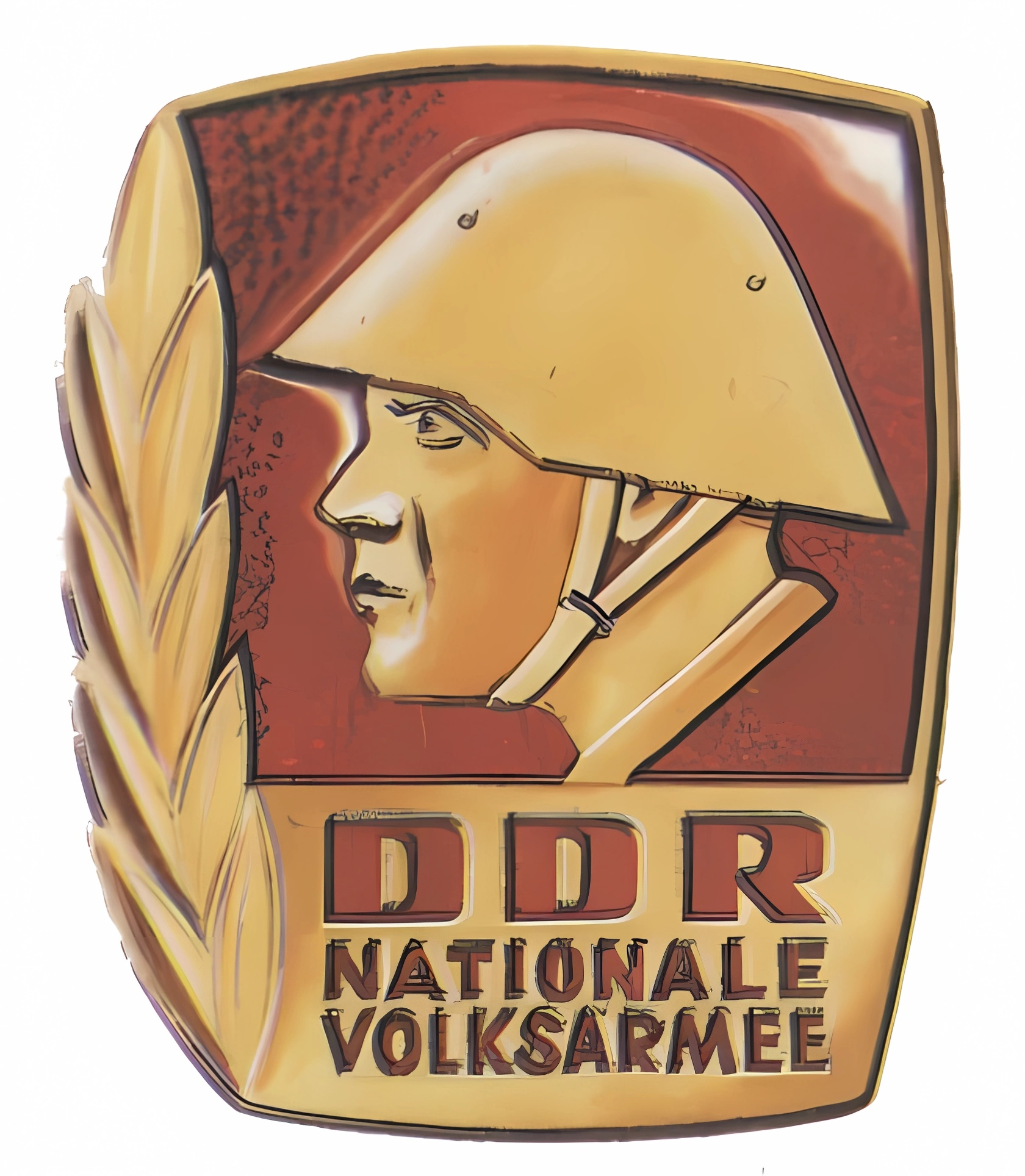
Bestenabzeichen der NVA 1964–1985

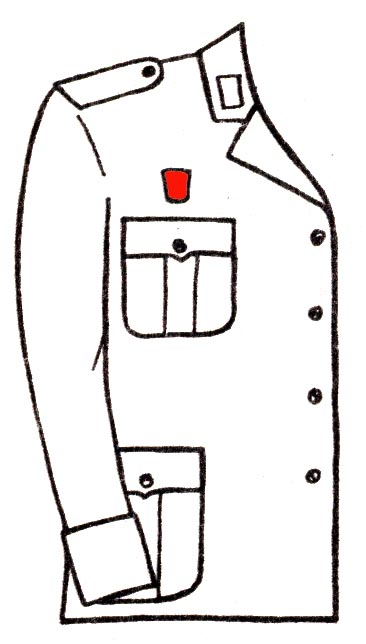
Trageweise des Abzeichens an der Uniform

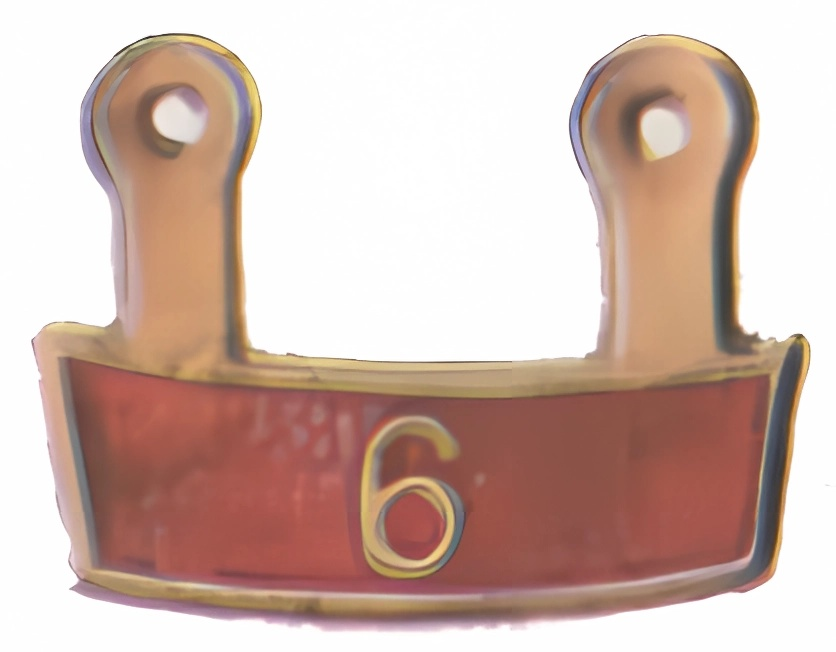
Wiederholungs-
anhänger (hier sechs Wiederholungen)

Im Jahr 1959 formulierte der Verteidigungsminister der DDR Willi Stoph Ziele und Aufgaben des sozialistischen Wettbewerbs und der Bestenbewegung in der Nationalen Volksarmee. Dabei sollten für vorbildliche kollektive Leistungen verschiedene Bestentitel verliehen werden. Ab dem Jahr 1964 wurden für die Bestentitel ein besonderes Bestenabzeichen geschaffen, das an Soldaten, Unteroffiziere und Offizierschüler verliehen werden konnte, die insgesamt mindestens „gute“ Leistungen in allen politischen, militärischen und sportlichen Aktivitäten zeigten. Das Bestenabzeichen war 38 mm hoch, 31 mm breit und zeigte auf rot lackiertem Grund einen Soldatenkopf, ein Lorbeersymbol und die Inschrift „DDR NATIONALE VOLKSARMEE“. Getragen wurde das Abzeichen auf der rechten Seite der Uniform. Das Bestenabzeichen konnte mehrmals verliehen werden, wobei jedoch höchstens drei Abzeichen gleichzeitig an der Uniform getragen werden durften. Diese Regelung entfiel ab dem Jahr 1969 mit der Einführung spezieller Wiederholungsanhänger. Auf diesen 7 mm hohen und 17 mm breiten Anhängern wurden fortan die Anzahl der Wiederholungen eingetragen. Bis zum Jahr 1982 war es so möglich, bis zu 25 Wiederholungen des Bestenabzeichens durchzuführen. In diesem Jahr wurden die Anforderungen zum Erwerb des Zeichens deutlich erhöht. Danach konnten nur noch diejenigen mit dem Bestenabzeichen ausgezeichnet werden, die im Besitz aller anderen für die jeweilige Dienststellung möglichen Soldatenauszeichnungen waren. Dazu gehörten z. B. Sportabzeichen, Schützenschnüre und Klassifizierungsabzeichen. Die Folge war, dass der Wiederholungsanhänger ab dem Jahr 1982 nur noch bis zu einer dreimaligen Wiederholung verliehen wurde. Darüber hinausgehende Wiederholungen wurden mit zusätzlichen Abzeichen bzw. Medaillen geehrt. So gab es bei einer fünfmaligen Wiederholung zusätzlich das Leistungsabzeichen der NVA, bei einer siebenmaligen Wiederholung zusätzlich die Verdienstmedaille der NVA in Bronze, während neun- bzw. zwölfmalige Wiederholung die Verdienstmedaillen in Silber bzw. Gold einbrachten.
Mit der Verleihung des Titels „Bester“ waren auch finanzielle Zuwendungen – gestaffelt von 100 M bis 500 M – sowie Fotos vor der Truppenfahne und Eintrag in das Ehrenbuch des Truppenteils verbunden.
Im Jahr 1984 plante die DDR ein neues Abzeichen, von dem auch Modelle hergestellt worden sind. Dieses war 36 mm hoch, 28 mm breit und zeigte auf rot emailliertem Grund das Brustbild eines Soldaten umgeben von einem Lorbeerkranz. Im oberen Teil stand das Wort „BESTER“ und im unteren Teil befand sich das Staatswappen der DDR. Vorgesehen war ein Wiederholungsanhänger mit bis zu drei Wiederholungen, wobei die Zahl in schwarz auf weißem Hintergrund zu sehen war. Dieses Abzeichen wurde nie verliehen.
Ab dem Jahr 1986 erfolgte die Ausgabe neu gestalteter, schildförmiger Bestenabzeichen. Dieses war 45 mm hoch, 34 mm breit und zeigte auf rot lackiertem Grund den Lauf eines Kalaschnikow-Sturmgewehrs mit aufgepflanztem AK-Bajonett, wobei links und rechts davon je vier Eichenlaubblätter angebracht waren. Im oberen Teil befindet sich die Aufschrift „BESTER“. Der bis dahin verwendete Wiederholungsanhänger entfiel und wurde durch eine herausschraubbare Zahl ersetzt, wobei bereits bei der ersten Erringung des Titels die Zahl „1“ eingeschraubt wurde. Auf diese Weise konnte maximal die Zahl „4“ für die dritte Wiederholung eingesetzt werden.

## Bestenabzeichen der Grenztruppen der DDR
Ab dem Jahr 1981 wurde für die Grenztruppen der DDR ein eigenständiges Bestenabzeichen eingeführt. Dieses ähnelte demjenigen des bei der NVA verliehenen, trug jedoch die Inschrift „GRENZ-TRUPPEN DER DDR“. Im Jahr 1984 wurde auch für die Grenztruppen ein neu entwickeltes, jedoch nie verliehenes, Abzeichen gestaltet. Dieses glich dem NVA-Modell, besaß jedoch einen grün lackierten Hintergrund. Ebenso glich das endgültige im Jahr 1986 eingeführte Bestenabzeichen der NVA-Variante mit Ausnahme des grünen Hintergrunds. Die Verleihungsbedingungen des Abzeichens glichen in allem denjenigen bei der Nationalen Volksarmee geforderten.

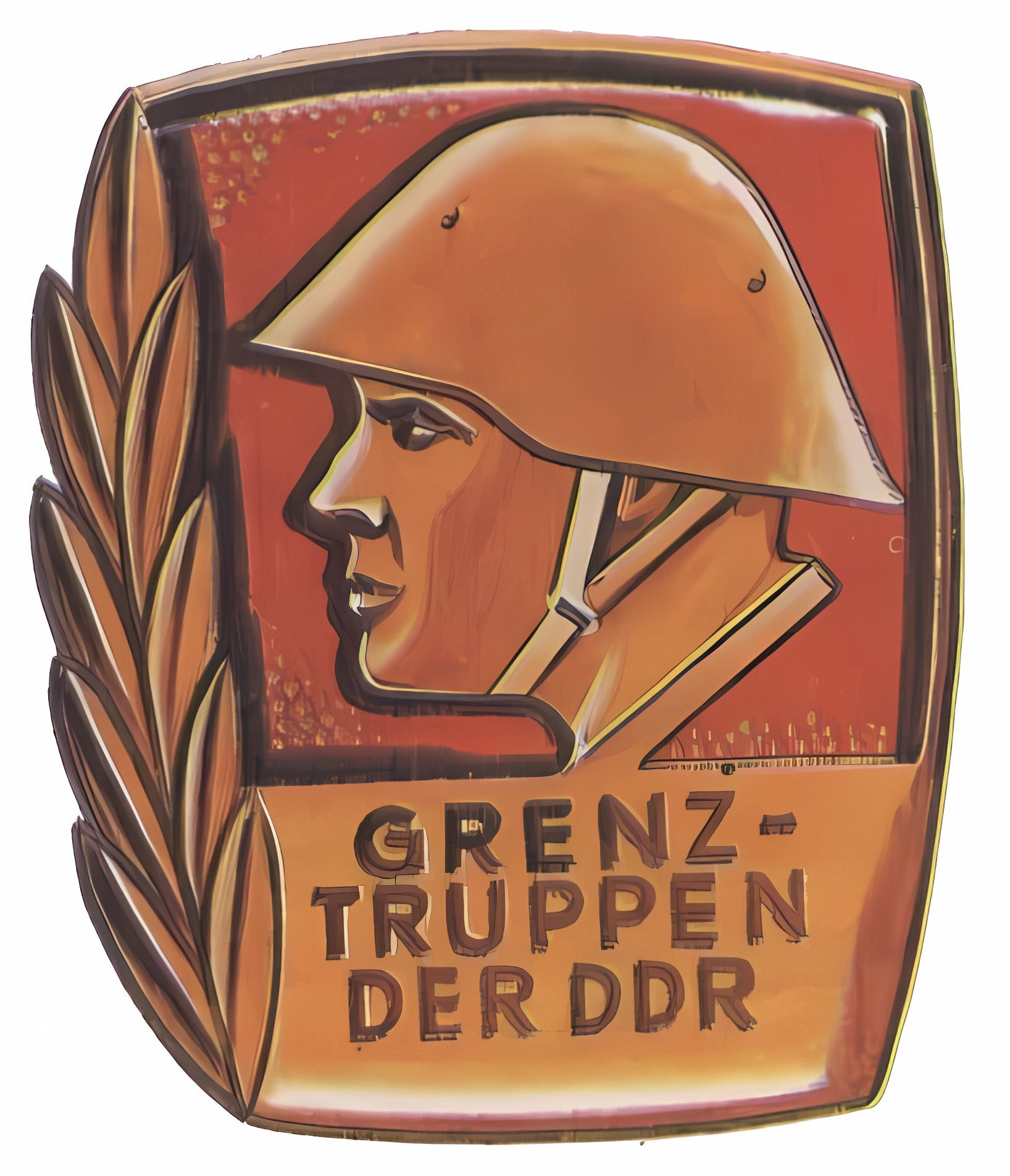
Bestenabzeichen der Grenztruppen (1981–1985)
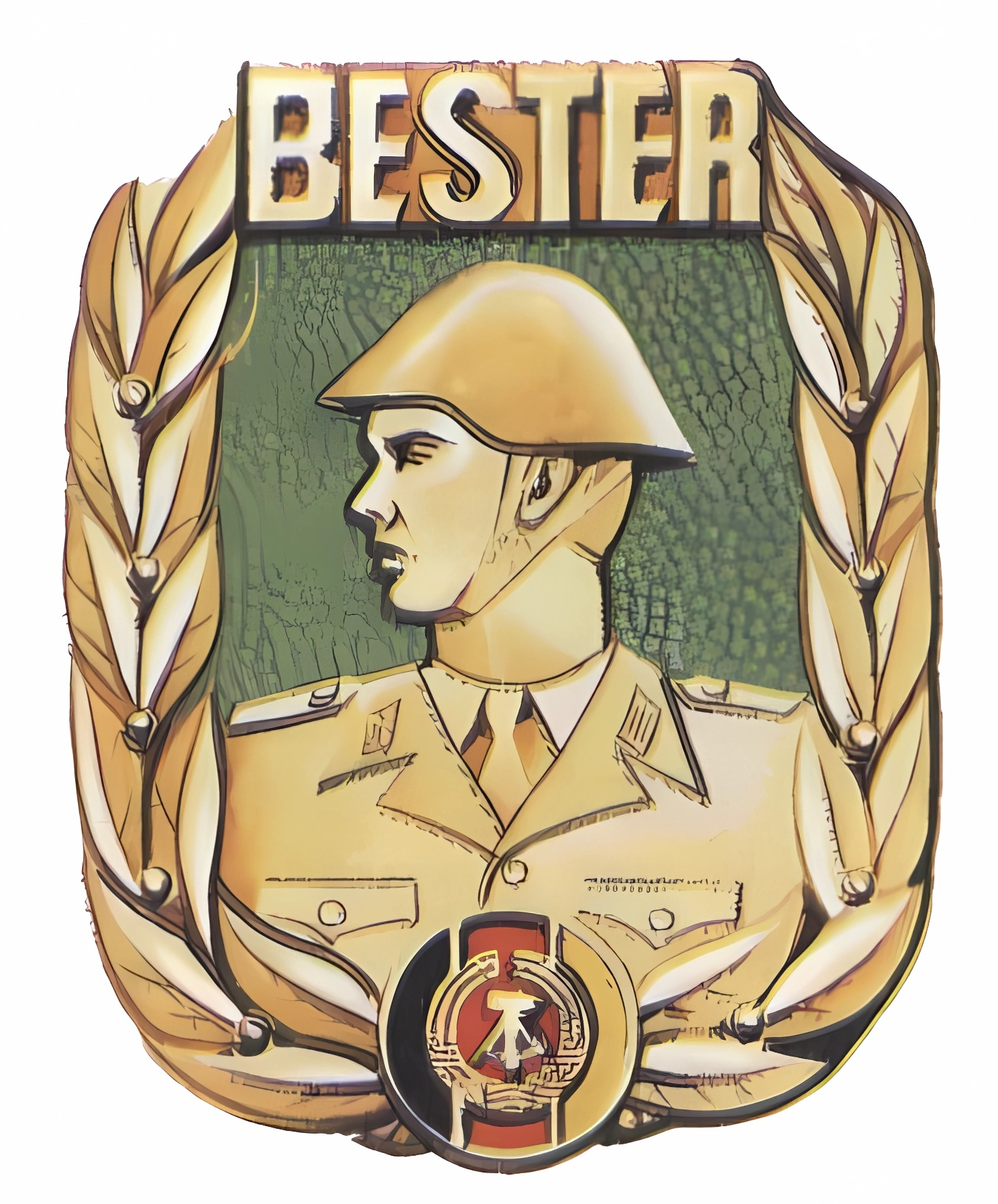
Muster von 1984
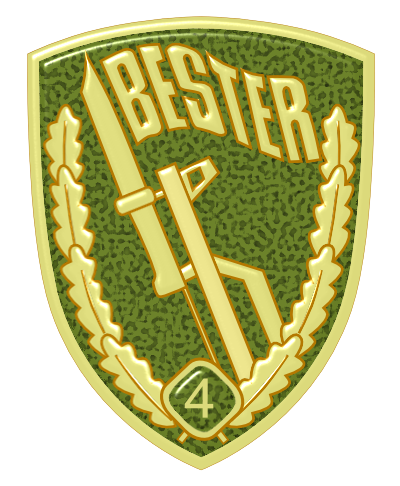
Bestenabzeichen der Grenztruppen von 1986 bis 1990, mit der Zahl „4“ für die dritte und höchstmöglichste Wiederholung.